# Оліваді
Оліваді (італ. Olivadi, сиц. Ulivati) — муніципалітет в Італії, у регіоні Калабрія,  провінція Катандзаро.
Оліваді розташоване на відстані близько 490 км на південний схід від Рима, 25 км на південний захід від Катандзаро.
Населення — 550 осіб (2014).
Щорічний фестиваль відбувається 20 липня. Покровитель — Sant'Elia.

## Демографія
Населення за роками:

Станом на 1 січня 2023 року в муніципалітеті офіційно проживало 25 іноземців з 11 країн, серед них 9 громадян країн Євросоюзу та 1 громадянин України.

## Сусідні муніципалітети
- Ченаді
- Чентраке
- Петрицці
- Сан-Віто-сулло-Йоніо
- Валлефьорита